# アマサワトキオ
アマサワ トキオ（1985年 - ）は、日本のSF作家。滋賀県近江八幡市安土町出身。

## 経歴
ゲーム制作会社勤務。2017年および2018年に開講された、「ゲンロン 大森望 SF創作講座」第一期および第二期受講生。同講座を経て2018年、トキオ・アマサワ名義の「ラゴス生体都市」で第2回ゲンロンSF新人賞を受賞。2019年、トキオ・アマサワ名義の投稿作「サンギータ」で第10回創元SF短編賞を受賞。2019年、名義をアマサワトキオに改めた。2021年より、名義を漢字表記の天沢時生に改めた。

## 作品リスト

### 単行本
- 『すべての原付の光』(天沢時生名義、2025年4月、早川書房)
  - 収録作品:すべての原付の光 / ショッピング・エクスプロージョン / ドストピア / 竜頭 / ラゴス生体都市

### 雑誌等掲載作品
小説
- 「ラゴス生体都市」(トキオ・アマサワ名義) - 『ゲンロン 9』（株式会社ゲンロン、2018年10月）掲載 / 電子書籍版 (株式会社ゲンロン、2018年11月)
- 「サンギータ」 - 『年刊日本SF傑作選 おうむの夢と操り人形』（創元SF文庫、2019年8月）所収 / 電子書籍版 (東京創元社、2019年8月)
- 「赤羽二十四時」 - 『NOVA・2019年秋号』（河出文庫、2019年8月）所収
- 「YAZAWAマークⅡ」 - 『小説すばる』2021年1月号（集英社）掲載
- 「ドストピア」(天沢時生名義) - 『ポストコロナのSF』（ハヤカワ文庫JA、2021年4月）
- 「ショッピング・エクスプロージョン」(天沢時生名義) - 『S-Fマガジン』2022年2月号（早川書房）掲載
  - 後に、『新しい世界を生きるための14のSF』伴名練編（ハヤカワ文庫JA、2022年6月）に採録された。
- 「すべての原付の光」(天沢時生名義) - 『S-Fマガジン』2022年8月号（早川書房）掲載
- 「キックス」（天沢時生名義) - 『小説すばる』2023年5月号（集英社） - 連載中

エッセイ
- 「SFつながり 第2回 「岡部」」(トキオ・アマサワ名義) - 『ゲンロンβ』39号（株式会社ゲンロン、2019年7月19日）掲載
- 「私的偉人伝「死を手中に収めたもの」」 - 『小説すばる』2020年9月号（集英社）掲載
- 「滋賀県民はどこから来たのか　滋賀県民は何者か　滋賀県民はどこへ行くのか」（天沢時生名義) - 『ゲンロン』18号に収録、2025年5月